# Allemagne Terminus Est
Pour plus de détails, voir Fiche technique et Distribution.
Allemagne Terminus Est (Deutschland Terminus Ost) est un film réalisé par le documentariste belge Frans Buyens, un cinéaste militant, et sorti en 1964.

## Synopsis
Le film analyse les conditions politiques, économiques et sociales qui ont suscité la construction du mur de Berlin. Il a été tourné en RDA, selon la technique du "cinéma direct" ou cinéma-vérité. Il se construit autour de nombreux témoignages des ouvriers, des entrepreneurs, des paysans, des étudiants, des soldats s'expriment. Il tente de démystifier une série d'idées reçues sur l'Allemagne de l'Est 1965.

## Fiche technique
- Titre : Allemagne Terminus Est
- Titre original : Deutschland Terminus Ost
- Réalisation : Frans Buyens
- Scénario : Frans Buyens
- Musique : Wolfgang Lesser
- Photographie : Hans Leupold
- Montage : Lucien Vivier
- Production : Frans Buyens
- Pays d'origine :  Belgique,  Allemagne
- Format : 16 mm
- Genre : Documentaire
- Durée : 88 minutes
- Date de sortie :
  -  Belgique : 1964